# The Nautical Almanac
The Nautical Almanac är en av HM Nautical Almanac Office i London årligen sedan 1767 utgiven astronomisk efemerid.